# 樂浪東部都尉
公元前82年，汉昭帝罢临屯、真番二郡入乐浪郡，以真番故县置南部都尉，以岭东七县置东部都尉。

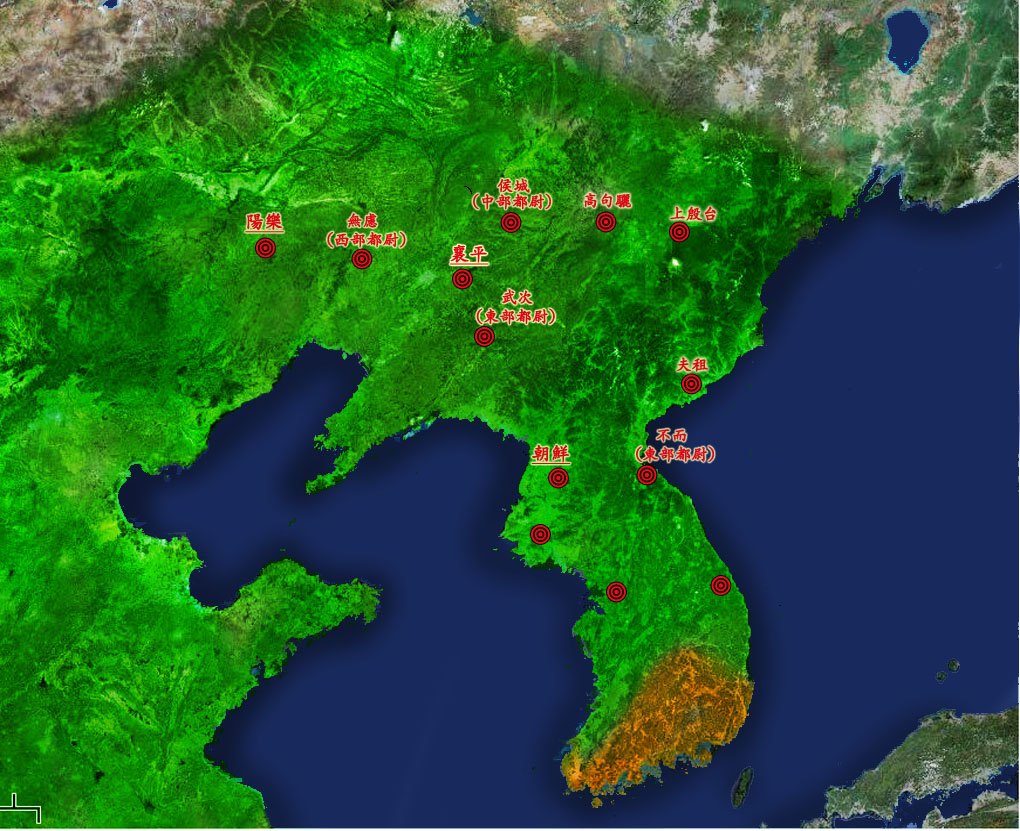
汉樂浪東部都尉位置图

后汉书记载汉武帝灭了卫满朝先后，以沃沮地為玄菟郡。後為夷貊所侵，徙郡於高句驪西北，更以沃沮為縣，屬樂浪東部都尉。公元1，2世纪沃沮成为高句丽太祖王藩属(太祖王派大人當他們那裡監治,後來把他們同化)。244年，曹魏灭亡高句丽后，高句丽东川王曾暂退到北沃沮。
285年扶余王储在遭到北方游牧民族(鮮卑)袭击时也曾逃到沃沮。 5世纪初期，高句丽好太王将沃沮完全纳入高句丽版图。

## 參看
- 樂浪區域
- 汉四郡